# 魔星傳奇

《魔星傳奇》（英語：Ewoks: The Battle for Endor）是部1985年製作的電視電影。台灣於1987年8月22日上映。

## 概述
仙桃和父母、哥哥乘太空船到星際旅行，就在這個星球上連同依娃族一起被惡人族（Marauders）襲擊，父母和哥哥身亡，只餘她和依娃仔僥倖逃出，經一番流浪，遇到若干年前因遇難流落在這星球上的太空飛行員，他已是個老爺爺了。惡人族一直沒有放過要奪取人類發明的能源器，擄去仙桃做人質。依娃仔和老爺爺通力合作，救出了仙桃，還營救了依娃族的族人，把能源器奪回，經過一番即列的搏鬥，仙桃和老爺爺終於能駕回太空船返回地球。

## 主要人物
- 仙桃（Cindel Towani）

- 依娃仔（Wicket W. Warrick）

- Noa Briqualon

- 飛機仔（Teek）

- 大魔頭（Terak）

- 烏鴉女巫（Charal）

## 關連條目
- 星際大戰六部曲：絕地大反攻
- 小奇兵 (電視電影)（Caravan of Courage: An Ewok Adventure）
- 小奇兵 (動畫)（Star Wars: Ewoks）